# Джиро ди Апулия и Лукания
Джиро ди Апулия и Лукания (итал. Giro di Puglia e Lucania) — шоссейная многодневная велогонка, проходившая по территории Италии с 1948 по 1955 год.

## История
За восемь лет своего существования гонка не проводилась только в 1951 году.
Гонка проходила в октябре по южно-итальянским областям Апулия и Базиликата, второе название которой Лукания. Стартовала и финишировал всегда в Барлетте.
Маршрут состоял из 6-8 этапов и охватывал все провинции областей, за исключением последнего издания когда было только 3 этапа. Дистанция преимущественно шла в направлении Барлетта — Бари — Бриндизи — Лечче — Матера — Потенца — Фоджа — Барлетта.

## Призёры
| Год  | Победитель            | Второй             | Третий            |
| ---- | --------------------- | ------------------ | ----------------- |
| 1948 | Оливьеро Тонини       | Данило Бароцци     | Гвидо Бернарди    |
| 1949 | Ливио Изотти          | Фаусто Марини      | Джанкарло Форести |
| 1950 | Ренато Барбьеро       | Донато Дзампини    | Ренцо Солдани     |
| 1952 | Ренато Понцини        | Бруно Монти        | Роберто Фаласки   |
| 1953 | Гетуллио Дель Пелларо | Джузеппе Маусо     | Джузеппе Барале   |
| 1954 | Марчелло Масси        | Алессандро Фантини | Фламино Джусти    |
| 1955 | Нино Ассирелли        | Роландо Вердини    | Джулиано Микелон  |